# Milan Predan
Milan Predan (14.2.1955, Maribor), novinar, urednik, publicist, diplomat. 
Po zaključeni srednji šoli v ZDA (San Jose, Kalifornija) in študiju novinarstva na Fakulteti za politične vede, sociologijo in novinarstvo v Ljubljani (leta 1978 je diplomiral pri dr. Ernestu Petriču na temo "Helsinška listina in pravica do komuniciranja") se je kot novinar še pred zaključkom študija leta 1977 redno zaposlil v mariborskem dnevniku Večer. V časniku je prehodil karierno pot od poročevalca, komentatorja in urednika notranjepolitično-gospodarske rubrike do pomočnika glavnega urednika, po prvih demokratičnih volitvah je bil v decembru 1990 imenovan za v.d. glavnega urednika, v jeseni 1991 pa za glavnega in odgovornega urednika vseh Večerovih časopisnih edicij. To funkcijo je opravljal do oktobra 2000. V tem obdobju je sredi devetdesetih Večer po rezultatih Nacionalne raziskave branosti postal najbolj brani slovenski dnevni časopis. 
Po krajšem obdobju dela v Večerovi zunanjepolitični rubriki je v decembru 2001 vstopil v diplomatsko službo in jo spomladi 2002 začel kot namestnik generalnega direktorja izvršnega sekretariata Srednjeevropske pobude s sedežem v Trstu. Po koncu mandata se je konec leta 2005 redno zaposlil na ministrstvu za zunanje zadeve, vendar je v marcu 2006 prekinil diplomatsko kariero in se vrnil na Večer kot direktor časopisnega podjetja. Po slabih dveh letih je v januarju 2008 še drugič zupustil Večer in se vrnil na zunanje ministrstvo ter prevzel vodenje začasnega diplomatskega predstavništva v Sofiji, ki ga je Slovenija odprla v času svojega prvega predsedovanja EU. Njegove nadaljnje diplomatske postaje so bile namestnik veleposlanika v Beogradu (2010-2014), generalni konzul v Celovcu (2015-2019) in veleposlanik v Skopju (2020-2023), poklicno pot pa je v jeseni leta 2023 zaključil kot vodja sektorja za sosednje države na ministrstvu za zunanje zadeve. 
Kot publicist je za Večer napisal več podlistkov in enega od njih izdal tudi v knjigi (Vse slovenske povojne vlade, 1990), uredil in avtorsko soustvaril je zbornik o položaju narodnih manjšin v državah članicah Srednjeevropske pobude (2004) ter prevedel nekaj leposlovnih knjig iz nemščine in angleščine. Za svoje novinarsko delo je leta 1984 prejel nagrado Tomšičevega sklada. Je tudi nosilec Zlatega častnega znaka dežele avstrijske Koroške. 

https://si.linkedin.com/in/milan-predan-3a991a36
https://www.revijakapital.si/milan-predan-veleposlanik-republike-slovenije-v-skopju
https://primorske.svet24.si/2019/07/11/milan-predan-ljudje-so-se-zasitili-prepirov-in-kon
https://www.gov.si/en/news/2020-09-22-presentation-of-credentials-of-the-new-ambassador-milan-predan-to-the-president-of-the-republic-of-north-macedonia-pendarovski/
1. ↑   [https://si.linkedin.com/in/milan-predan-3a991a36
https://www.revijakapital.si/milan-predan-veleposlanik-republike-slovenije-v-skopju
https://primorske.svet24.si/2019/07/11/milan-predan-ljudje-so-se-zasitili-prepirov-in-kon
https://www.gov.si/en/news/2020-09-22-presentation-of-credentials-of-the-new-ambassador-milan-predan-to-the-president-of-the-republic-of-north-macedonia-pendarovski/ https://si.linkedin.com/in/milan-predan-3a991a36 https://www.revijakapital.si/milan-predan-veleposlanik-republike-slovenije-v-skopju https://primorske.svet24.si/2019/07/11/milan-predan-ljudje-so-se-zasitili-prepirov-in-kon https://www.gov.si/en/news/2020-09-22-presentation-of-credentials-of-the-new-ambassador-milan-predan-to-the-president-of-the-republic-of-north-macedonia-pendarovski/]. {{navedi splet}}: Manjkajoč ali prazen |title= (pomoč); Preveri vrednost |url= (pomoč); line feed character v |url= na mestu 49 (pomoč)